# Wooroloo
Wooroloo är en del av en befolkad plats i Australien. Den ligger i kommunen Mundaring och delstaten Western Australia, omkring 46 kilometer öster om delstatshuvudstaden Perth.
Närmaste större samhälle är Mundaring, omkring 18 kilometer sydväst om Wooroloo. 
I omgivningarna runt Wooroloo växer huvudsakligen savannskog. Runt Wooroloo är det ganska glesbefolkat, med 23 invånare per kvadratkilometer. Genomsnittlig årsnederbörd är 763 millimeter. Den regnigaste månaden är juli, med i genomsnitt 131 mm nederbörd, och den torraste är december, med 14 mm nederbörd.